# Halofity

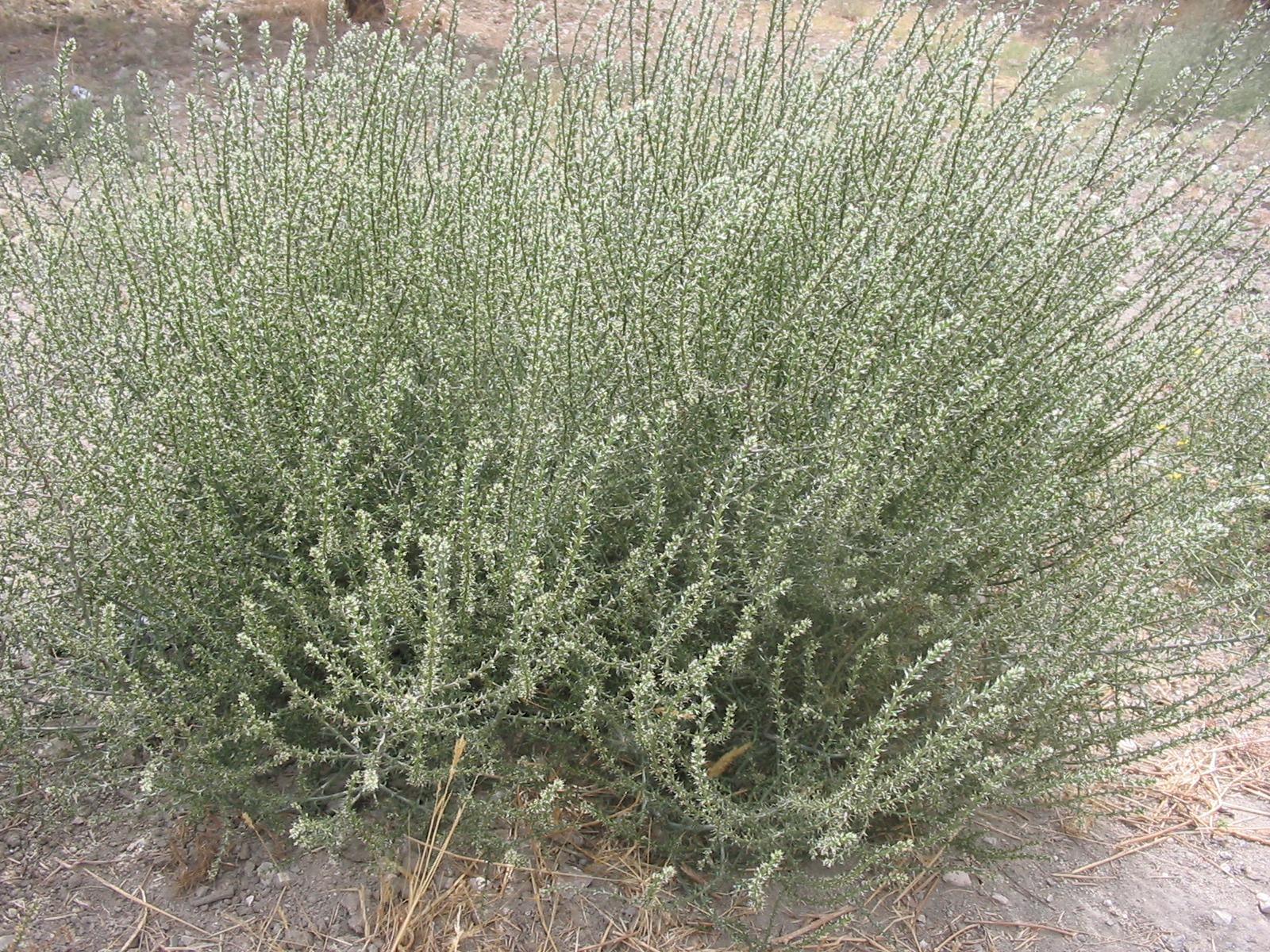
Solanka kolczysta

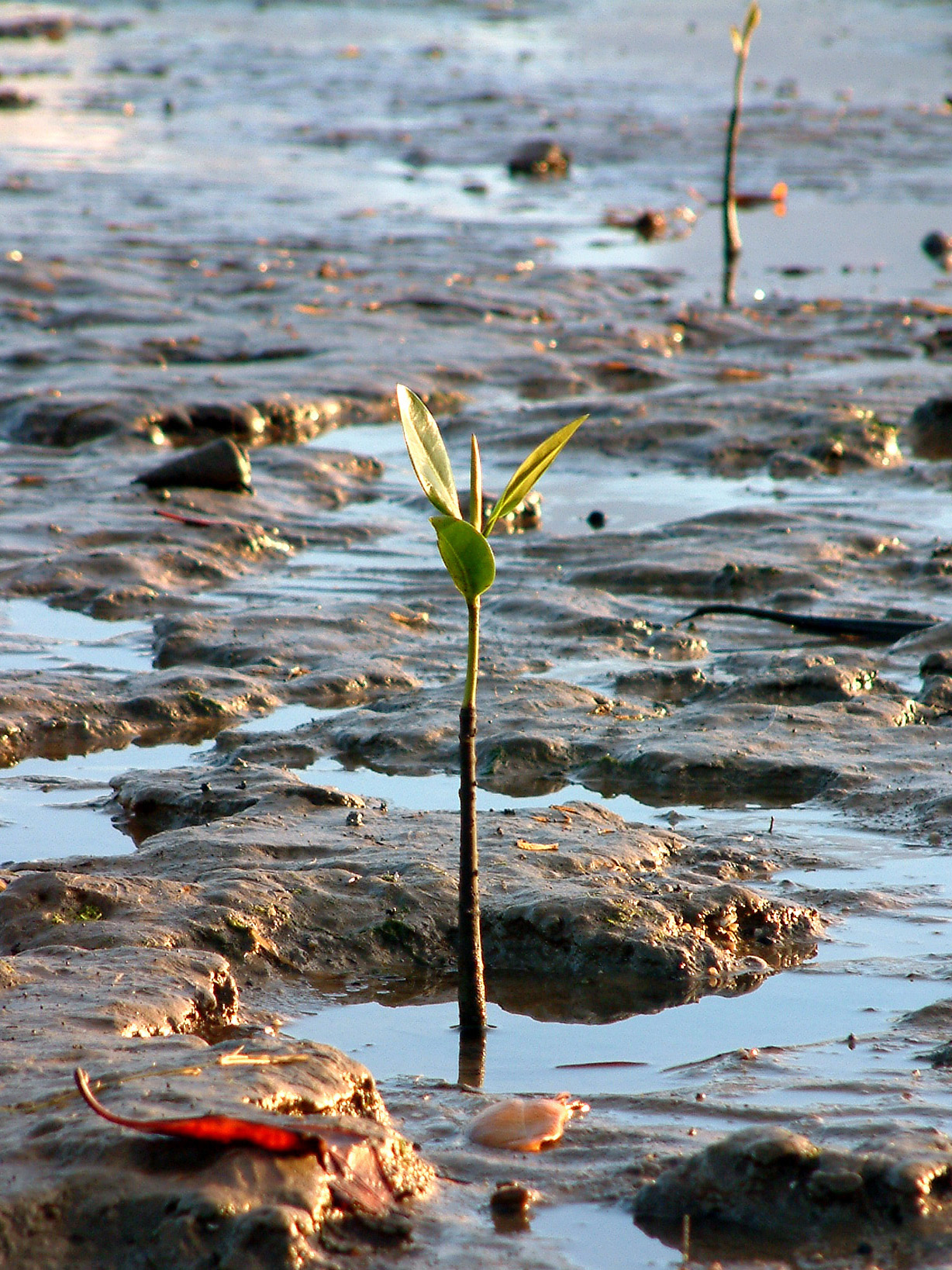
Siewka namorzyna z rodzaju Rhizophora na plaży w Cairns w Australii

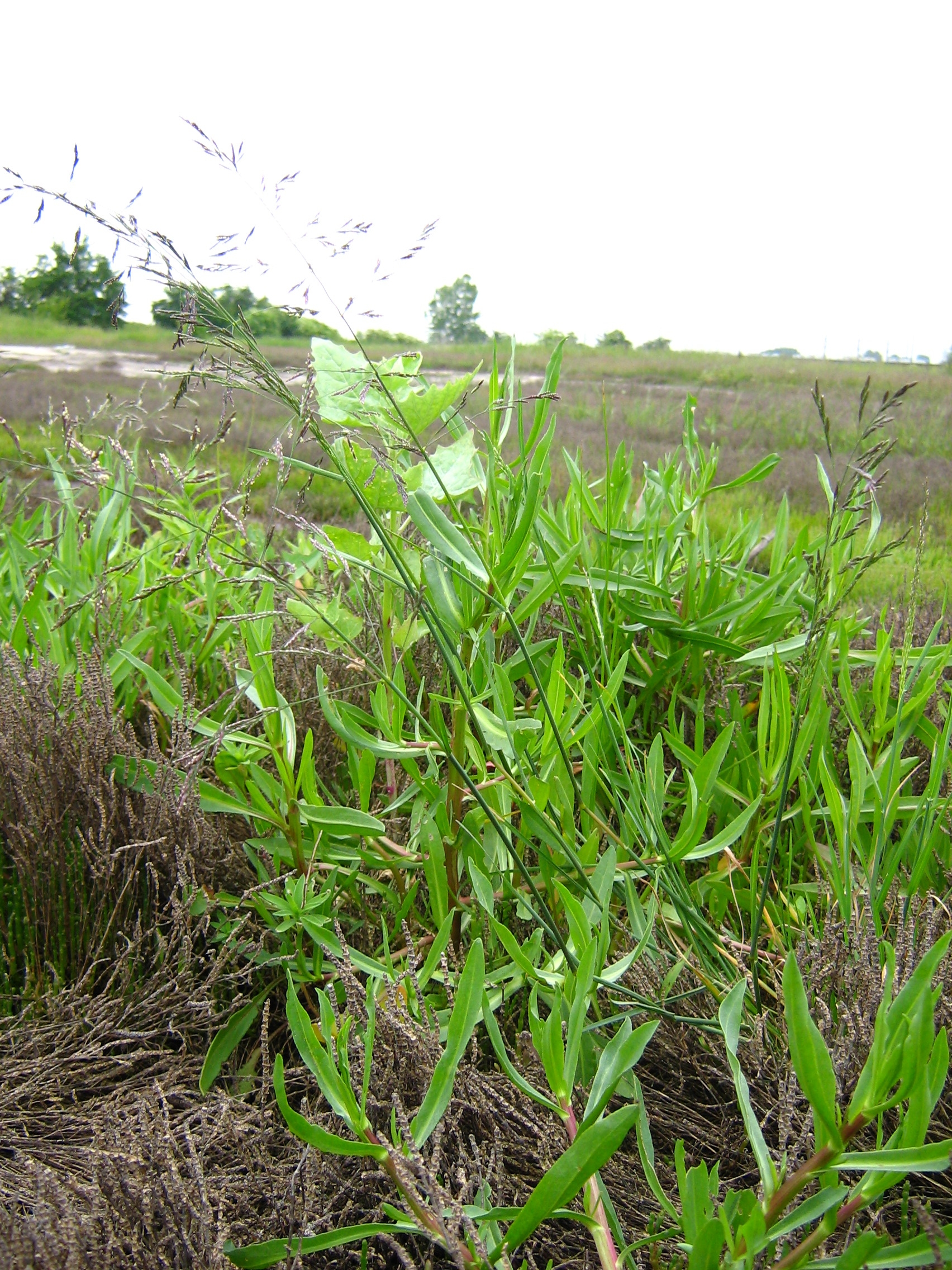
Aster solny, łoboda oszczepowata, mannica odstająca i soliród zielny – halofity tworzące słone bagnisko Puccinellio distantis-Salicornietum brachystachyae w pobliżu zakładów sodowych w Mątwach

Halofity, słonorośla, rośliny słonolubne, rośliny solniskowe, rośliny halofilne – rośliny przystosowane, dzięki odporności na zasolenie, do rozwoju na silnie zasolonym podłożu (o wysokim stężeniu łatwo rozpuszczalnych soli: chlorków, węglanów i siarczanów sodu oraz magnezu). Dostosowanie to polega na wytwarzaniu wysokiego ciśnienia osmotycznego soku komórkowego, gromadzeniu wody w mięsistych organach, zdolności wydalania nadmiaru soli przy pomocy gruczołów wydzielniczych na liściach i łodygach. 

## Występowanie
Roślinność halofitowa występuje powszechnie w krajach o suchym klimacie, na terenach pustynnych i półpustynnych. W innych strefach klimatycznych występuje na solniskach nadmorskich i śródlądowych. Solniska zasalane przez wody morskie, w Polsce ciągną się wzdłuż wybrzeża, przy czym najbardziej zróżnicowana flora halofitów występuje w następujących miejscach:
- delta wsteczna Świny (zwłaszcza północna część wyspy Karsibór)
- wzdłuż Dziwny (w tym na półwyspie Rów)
- na brzegach Zatoki Puckiej (zwłaszcza w rezerwatach Słone Łąki, Beka, Mechelińskie Łąki).

Skupienia halofitów występują także w miejscach wysięków wód zasolonych, także na obszarze śródlądowym. Są to zarówno wysięki naturalne, słonych wód podziemnych, jak i przecieki z infrastruktury przemysłowej. Przykładami w Polsce są:
- rezerwat przyrody Ciechocinek
- rezerwat przyrody Owczary
- Solecko-Pacanowski Obszar Chronionego Krajobrazu.

W Polsce wysięki wód zasolonych z bogatą florą halofilną znajdują się także w pobliżu brzegu morskiego, między innymi:
- na Wyspie Chrząszczewskiej (gmina Kamień Pomorski)
- koło Włodarki (gmina Trzebiatów)
- pod Kołobrzegiem.

Zbiorowiska słonorośli mogą mieć charakter antropogeniczny. Występują w miejscach wydobywania i przetwarzania soli spożywczej i przemysłowej, tam, gdzie z nieszczelnych instalacji wydobywa się solanka, np. w sąsiedztwie warzelni, wzdłuż rurociągów, w fabrykach przetwórstwa sody. Halofitom sprzyja również wysypywanie soli na drogi w celu odśnieżenia, przez co stają się częste przy ciągach komunikacyjnych.
Szacuje się, że w Polsce występuje 174 gatunki halofitów (143 fakultatywne i 31 obligatoryjnych), w większości rodzimych.

## Zagrożenia i ochrona
Ze względu na swoją specjalizację halofity są wrażliwe na przekształcenia warunków siedliskowych, w szczególności na odwodnienie i konkurencję innych gatunków następującą w warunkach braku użytkowania pastwiskowego lub łąkarskiego. Ze względu na zagrożenie halofity w szeregu wypadkach stały się przedmiotem prawnej ochrony gatunkowej. Poza tym ich siedliska stanowią w Unii Europejskiej siedlisko przyrodnicze wymagające zachowania w obszarach Natura 2000. W Polsce poza obszarami Natura 2000 halofity chronione są też w rezerwatach.

## Przykłady halofitów
- mannica odstająca (Puccinellia distans)
- mlecznik nadmorski (Glaux maritima)
- muchotrzew solniskowy (Spergularia salina)
- saksauł czarny (Haloxylon aphyllum)
- solanka kolczysta (Salsola kali)
- soliród zielny (Salicornia herbacea)
- świbka morska (Triglochin maritima)
- tamaryszek (Tamarix sp.) – różne gatunki
- namorzyny – gatunki rodzaju awicenia i korzeniara